# Pimpinella cumbrae
Pimpinella cumbrae är en flockblommig växtart som beskrevs av Heinrich Friedrich Link. Pimpinella cumbrae ingår i släktet bockrötter, och familjen flockblommiga växter. Inga underarter finns listade i Catalogue of Life.